# Aurana
Aurana (in croato Vrana), è una frazione agricola di Poschiane (Croazia, regione zaratina). Il paese, non lontano dalla costa dell'Adriatico, si trova nei pressi del lago omonimo, il più esteso di Croazia, assai poco profondo e oasi avifaunistica.

## Storia
Il monastero benedettino di San Gregorio, fondato nei primi anni dell'XI secolo da Béla re d'Ungheria e Croazia, fu in seguito ceduto ai cavalieri Templari che lo trasformarono in fortezza, imponente struttura ancora visibile. Con la soppressione dell'Ordine (1312) il castello, che aveva acquisito giurisdizione sulle importanti città di Sebenico, Nona, Clissa, Cattaro, fu trasferito al Priorato dei Cavalieri di San Giovanni (di Rodi e poi di Malta) trovandosi al centro di importanti vicende internazionali. Nel corso del XIV secolo si alternarono l'autorità di Venezia e ungherese e nel 1386, Gianko Palisna (di origini provenzali), priore di Aurana, volle coinvolgersi nella disputa tra gli Angioini di Ungheria e il principe elettore Sigismondo di Lussemburgo, imprigionando nel vicino castello di Novegradi Elisabetta, vedova di Luigi I d'Ungheria, e Maria loro figlia, destinata sposa a Sigismondo; Elisabetta morì durante l'inverno mentre la figlia Maria venne liberata da una flotta veneta. Nel 1409 Aurana fu acquisita dai veneziani mentre alla fine del secolo principiarono le incursioni ottomane che occuparono il castello nel 1538, nuovamente in mano veneziana nel 1647; le dominazioni turche e veneziane continuarono successivamente ad alternarsi.

## Monumenti e luoghi d'interesse
Il caravanserraglio detto di Maskovic (1644) quasi di fronte all'antico castello, è conservato e restaurato; è il caravanserraglio ottomano più occidentale d'Europa di grande interesse artistico e architettonico, fortemente evocativo.

Sulla strada che costeggia il lago di Aurana, a oriente, si trovano, quasi l'uno di fronte all'altro, due importanti siti archeologici di epoche assai diverse.